# 秦行師
秦行师，并州太原人，至左监门将军、清水郡公，洪州都督。
武德九年十月，唐太宗核定功臣以往的功绩，秦行师被授予食邑三百户。
总章元年，朝廷考察「太原元从，西府旧臣」，追赠洪州都督秦行师等人为第一功臣。